# Louis Bernard Francq
Pour les articles homonymes, voir Francq.
Louis Bernard Francq, né le 15 août 1766 à Auxonne (Côte-d'Or), mort le 4 décembre 1818 à Corbeil (Seine-et-Oise), est un militaire français de la Révolution et de l’Empire.

## États de service
Il entre en service le 27 août 1782, comme chasseur à cheval dans le régiment de Normandie, il devient brigadier le 11 février 1785 et brigadier fourrier le 25 mars 1791. Il fait les campagnes de 1792 à l’an IV, aux armées du Nord, des Ardennes et de Sambre-et-Meuse. Il est nommé maréchal des logis le 1er janvier 1793 et sous-lieutenant le 11 août suivant. Il reçoit un coup de feu au pied gauche le 26 juin 1794, lors de la bataille de Fleurus.
Le 27 septembre 1796, il participe au combat sur la Selz près de Nieder-Olm, et de l’an VI à l’an VIII, il est employé aux armées de Mayence, de Batavie, du Danube et du Rhin. Il est promu lieutenant le 1er avril 1800, et il se trouve aux batailles d’Höchstädt et de Neubourg les 19 et 28 juin 1800. Le 26 octobre 1800, il passe avec son grade dans les chasseurs à cheval de la Garde des consuls, et il reçoit son brevet de capitaine le 13 octobre 1802.
Affecté à l’armée des côtes de l’Océan, il est fait chevalier de la Légion d’honneur le 14 juin 1804. En 1805, il fait la campagne d'Autriche, et il se distingue le 2 décembre de la même année lors de la bataille d’Austerlitz, où sa bravoure est récompensé par le grade de chef d’escadron. En 1806 et 1807, il participe aux campagnes de Prusses et de Pologne, et il obtient la croix d’officier de la Légion d’honneur le 14 mars 1806.
En 1808, il suit l’Empereur en Espagne, et il est créé chevalier de l’Empire le 20 août 1809. De retour en France, il est envoyé à la Grande Armée pour faire la campagne d’Allemagne, et il reçoit un coup de feu le 6 juillet 1809, lors de la bataille de Wagram. Le 3 août suivant, il est promu colonel commandant le 10e régiment de cuirassiers, et il est créé baron de l’Empire le 26 avril 1810. Il est admis à la retraite le 21 mai 1812.
Il meurt le 4 décembre 1818 à Corbeil.

## Famille
- Le 18 février 1813, il épouse la fille de Constance de Théis, Agathe Clémence Pipelet de Leury né le 27 janvier 1790, morte assassiné le 14 juin 1820 au château de Ramersdorf en Allemagne. Ils ont trois enfants, qui seront élevés par leur grand-mère.

## Anecdote
- Le 17 novembre 2015 à Lyon, son portrait en uniforme de chasseur à cheval de la Garde impériale, peint par Benjamin Rolland, a été adjugé 62 000 euros[1].

## Dotation
- Dotation de 4 000 francs de rente annuelle sur le Mont de Milan le 1er février 1808 et sur Erfurt le 15 août 1809.

## Armoiries
| Armoiries | Nom du chevalier et blasonnement |
| --------- | --- |
|           | Chevalier Louis Bernard Francq et de l'Empire, lettres patentes du 20 août 1808. Tiercé en fasce, d'argent à deux têtes de cheval affrontées de sable ; de gueules au signe des chevaliers et d'or au dextrochère au naturel paré de sinople, armé d'un sabre d'argent. Livrées : les couleurs de l'écu, le verd dans les bordures seulement. |

| Figure | Nom du baron et blasonnement |
| ------ | --- |
|        | Armes du baron Louis Bernard Francq et de l'Empire, décret du 15 août 1809, lettres patentes du 26 avril 1810, officier de la Légion d'honneur Tiercé en fasce d'argent à deux têtes de cheval de sable ; de gueules au signe des chevaliers et d'or au dextrochère au naturel rebrassé de sinople, armé d'un sabre d'argent ; franc quartier des barons tirés de l'armée brochant sur le tout. Livrées : blanc jaune rouge. |

## Sources
- A. Lievyns, Jean Maurice Verdot, Pierre Bégat, Fastes de la Légion-d'honneur, biographie de tous les décorés accompagnée de l'histoire législative et réglementaire de l'ordre, Tome 5, Bureau de l’administration, 1844, 640 p. (lire en ligne), p. 332.
- « Cote LH/1029/29 », base Léonore, ministère français de la Culture
- « La noblesse d’Empire » (consulté le 6 novembre 2017)
- Vicomte Révérend, Armorial du premier empire, tome 4, Honoré Champion, libraire, Paris, 1897, p. 185.
- Nicolas Jules Henri Gourdon de Genouillac, Dictionnaire des anoblissements, 1270-1790, Volume 1, Bachelin-Deflorenne, Paris, 1869, p. 221.
- Danielle Quintin et Bernard Quintin, Dictionnaires des colonels de Napoléon, S.P.M., 2013, 978 p. (ISBN 978-2-296-53887-0, lire en ligne)